# شبيب بن عبد الله النهشلي
شبيب بن عبد الله النهشلي كان من صَحب الحسين بن علي، وممّن استُشهد في معركة كربلاء .

## النسب
هو شبيب بن عبد الله النهشلي البصري ولد في عائلة من قبيلة بني نهشل فرع من بني تيم. وقد ورد ذكره في بعض المصادر الفارسية بأنه كان مولًى للحارث بن سريع الهمداني الذي ذهب إلى كربلاء مع سيف بن الحارث الهمداني ومالك بن عبد الله بن سريع. ولكن هذا يتنافى مع الروايات التي تشير إلى أنه كان مع الحسين بن علي من المدينة. ولكن المامقاني يرى أن هذل كان غير شبيب بن عبد الله الحارث بن سريع الكوفي.
وقد ذكر محمد مهدي شمس الدين أن حبيب بن عبد الله كان من شهداء كربلاء وذكر أيضًا هذا الاحتمال بأن شبيب بن عبد الله النهشلي هو الذي يشار إليه أيضاً باسم حبيب بن عبد الله أو أبو عمرو النهشلي.

## السيرة
وكان شبيب من صحابة النبي، ثم من أصحاب علي بن أبي طالب، وشارك في معارك الجمل وصفين والنهروان. وبعد استشهاد علي كان من أصحاب الحسن وبقي معه. وكان في زمن الحسين بين أصحابه.

## في معركة كربلاء
وكان شبيب مع الحسين في الطريق من المدينة إلى مكة ثم إلى كربلاء. وفي يوم عاشوراء استُشهد شبيب في أول هجوم للعدو وهو يقاتل معهم.
وقد ورد في زيارة الشهداء اسمه: «السلام على شبيب بن عبد الله النهشلي»